# Sabata
Sabata è un personaggio immaginario del western all'italiana, creato da Gianfranco Parolini e interpretato da Lee Van Cleef nel film Ehi amico... c'è Sabata. Hai chiuso! (1969), seguito due anni dopo da È tornato Sabata... hai chiuso un'altra volta!.

## Filmografia

### Film originali
- Ehi amico... c'è Sabata. Hai chiuso! (1969) di Frank Kramer
- È tornato Sabata... hai chiuso un'altra volta! (1971) di  Frank Kramer

### Film apocrifi
Come spesso succedeva in quegli anni, altri film ripresero il nome del personaggio per attirare l'attenzione del pubblico ai botteghini. Essi furono:
- Arriva Sabata!... (1970) di Tulio Demicheli
- Wanted Sabata (1970) di Roberto Mauri
- Sei già cadavere amigo... ti cerca Garringo (1971) di Juan Bosch, il cui titolo originale è  Abre tu fosa, amigo... llega Sábata (il nome venne quindi cambiato nell'edizione italiana)
- Attento gringo... è tornato Sabata! (1972) di Alfonso Balcázar e Pedro Luis Ramírez
- I due figli dei Trinità (1972) di Osvaldo Civirani
- La ragazza del Golden Saloon (1975) di Gilbert Roussel

Inoltre, dei film che originariamente non richiamavano tale nome furono modificati in alcune edizioni estere. Uno di questi è Indio Black, sai che ti dico: sei un gran figlio di... (1970), dello stesso Parolini, il cui protagonista venne ribattezzato Sabata in gran parte del mondo (il titolo internazionale del film è infatti Adiós, Sabata). Così, nella Zona 1 il film è stato inserito in un cofanetto DVD (edito dalla Metro-Goldwyn-Mayer) intitolato The Sabata Trilogy, insieme ai due film ufficiali. Gli altri sono:
- Prima ti perdono... poi t'ammazzo (1970) di Juan Bosch, in Francia intitolato Ni Sabata, ni Trinità, moi c'est Sartana
- C'è Sartana... vendi la pistola e comprati la bara! (1970) di Giuliano Carnimeo, in Germania Ovest intitolato Django und Sabata - Wie blutige Geier (negli altri paesi i due personaggi si chiamano invece Sartana e Sabbath)
- Lo irritarono... e Sartana fece piazza pulita (1970) di Rafael Romero Marchent, in Francia intitolato Et... Sabata les tua tous (cambiando il nome del protagonista, che peraltro in originale è "Santana")
- Quel maledetto giorno della resa dei conti (1970) di Sergio Garrone, in Francia intitolato Sabata règle ses comptes (cambiando il nome del protagonista)